# Macrotera peninsularis
Macrotera peninsularis är en biart som först beskrevs av Timberlake 1968.  Macrotera peninsularis ingår i släktet Macrotera och familjen grävbin. Inga underarter finns listade i Catalogue of Life.